# Oranje bruinbandspanner
De oranje bruinbandspanner (Cidaria fulvata) is een nachtvlinder uit de familie van de spanners. De vlinder heeft een spanwijdte tussen de 20 en 25 millimeter.
Waardplanten van de oranje bruinbandspanner zijn de hondsroos en andere soorten uit de rozenfamilie, ook gekweekte soorten. De vliegtijd is juni en juli.
Het verspreidingsgebied beslaat een gehele Europa en Centraal-Azië. De vlinder komt vooral voor in boomrijke gebieden.